# Alo?... Ați greșit numărul!
Alo?... Ați greșit numărul! este un film românesc din 1958 regizat de Andrei Călărașu. Tânărul cineast Mircea Mureșan a fost regizorul secund al filmului. Rolurile principale au fost interpretate de actorii Sandu Rădulescu, Iurie Darie, Eveline Gruia, Marioara Davidoglu, Ion Lucian și Ștefan Tapalagă.

## Distribuție
- Sandu Rădulescu — Tiberiu Vișan, zis „Turbatu”, compozitor, profesor la Conservatorul de Muzică, maestru emerit al artei
- Iurie Darie — Victor Mancaș, student la Conservatorul de Muzică (menționat Darie Iurie)
- Eveline Gruia — soția profesorului Vișan
- Marioara Davidoglu — mama profesorului Vișan, bunica Marianei
- Ion Lucian — Iliescu, regizor de film
- Ștefan Tapalagă — Petre Hurjui, student la Conservatorul de Muzică, compozitor aspirant, colegul timid al lui Mancaș
- Rodica Tapalagă — Mariana Vișan, fiica prof. Vișan, studentă la Institutul de Artă Teatrală și Cinematografică
- Stela Popescu — Veronica, studentă la Institutul de Educație Fizică
- Constantin Rauțchi — Nae Apostol, student la Conservator
- Zighi Goldenberg — Ghiță, student la Conservator (menționat Alexandru Munte)
- Aurel Giurumia — Costache, student la Conservator
- Mircea Block — un operator de film
- Ștefan Mihăilescu-Brăila — un fotograf
- Doina Ionescu — o studentă
- Mihail Știrbey — interpretul ducelui de Mantua în spectacolul Rigoletto
- Cornel Revent — student la Conservator (nemenționat)
- Ștefan Bănică — student la Institutul de Artă Teatrală și Cinematografică (nemenționat)

## Producție
Filmările au avut loc în perioada mai – octombrie 1958, cele exterioare în București, cele interioare la Buftea. Cheltuielile de producție s-au ridicat la 5.721.000 lei.

## Primire
Filmul a fost vizionat de 4.048.158 de spectatori în cinematografele din România, după cum atestă o situație a numărului de spectatori înregistrat de filmele românești de la data premierei și până la data de 31 decembrie 2014 alcătuită de Centrul Național al Cinematografiei.